# 圣西耶迪塔永
圣西耶迪塔永（法語：Saint-Ciers-du-Taillon，法語發音：[sɛ̃ sje dy tajɔ̃]）是法国滨海夏朗德省的一个市镇，位于该省南部，属于容扎克区。

## 地理
圣西耶迪塔永（45°25'23"N, 0°38'24"W）面积22.1 平方千米，位于法国新阿基坦大区滨海夏朗德省，该省份为法国西部滨海省份，北起旺代省，西临大西洋，南至吉倫特省，东南接多爾多涅省，东北接德塞夫勒省接壤，东临夏朗德省。
与圣西耶迪塔永接壤的市镇（或旧市镇、城区）包括：布瓦、孔萨克、洛里尼亚克、普拉萨克、圣迪藏迪加、圣拉梅、圣托马德科纳克、瑟穆萨克。

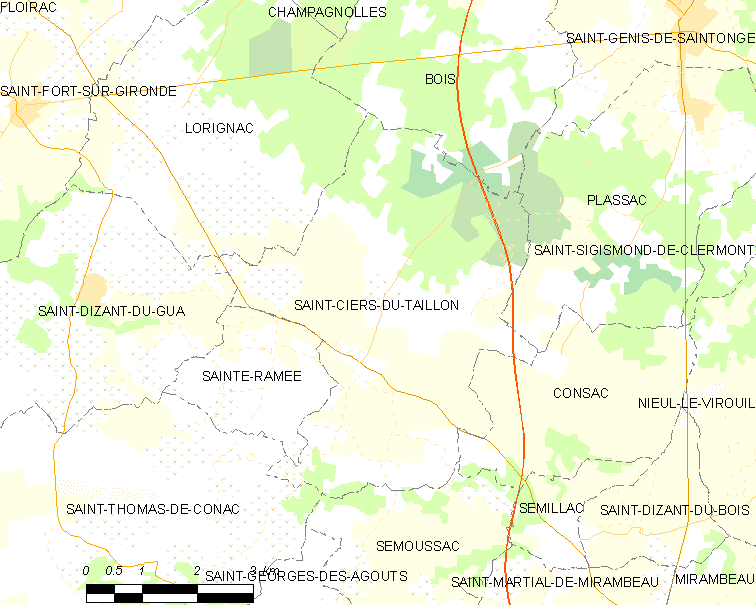
圣西耶迪塔永的OSM定位图

圣西耶迪塔永的时区为UTC+01:00、UTC+02:00（夏令时）。

## 行政
圣西耶迪塔永的邮政编码为17240，INSEE市镇编码为17317。

## 政治
圣西耶迪塔永所属的省级选区为蓬镇县。

## 人口

1962-2008年间圣西耶迪塔永人口变化图示

圣西耶迪塔永于2022年1月1日时的人口数量为575人。